# جوائز التاريخ الاسترالي

## جائزة آلان مارتن
تم تسمية هذه الجائزة التي تُمنح كل سنتين على اسم أ. دبليو مارتن 
(1926-2002) وتُدار بشكل مشترك من قبل الجامعة الوطنية الأسترالية والرابطة التاريخية الأسترالية. تهدف الجائزة إلى تشجيع «المؤرخين المهنيين الأوائل» للعمل المتعلق بالتاريخ الأسترالي. يجب أن تكون عمليات التقديم لهذه الجائزة عملاً يتم إعداده للنشر ويمكن أن يكون بأي شكل، على سبيل المثال دراسة، سلسلة من المقالات الأكاديمية، معرض أو فيلم وثائقي، أو مزيج من هذه. 
- 2004: ماريا نوجنت عن Botany Bay: حيث يلتقي التاريخ ألين وأونوين [3]
- 2006: لم تُمنح أي جائزة
- 2008: الدكتور فريد كاهر للذهب الأسود: الشعوب الأصلية والذهب في فيكتوريا 1850-1870
- 2008: إشادة عالية: الدكتور كير ريفز عن البصل البري: تاريخ الباحثين الصينيين عن الذهب في منطقة دلتا نهر اللؤلؤ في الصين وحقول الذهب الفيكتورية الوسطى.
- 2010: لم تصدر أي جائزة [4] 2012: الدكتورة ميليسا بيلانتا، جامعة كوينزلاند.[5] 2014: أماندا كالاديلفوس للهجرة والعنف وسياسة أستراليا بعد الحرب.[6]
- 2016: روث مورغان عن أستراليا والهند وإيكولوجيات الإمبراطورية، 1788-1901 [7]
- 2016: إشادة عالية: Kirstie Close-Barry لتقاطع تاريخ السكان الأصليين: روابط السكان الأصليين وسكان جزر المحيط الهادئ في الإقليم الشمالي بأستراليا [7]
- 2017: بنجامين ماونتفورد عن تاريخ عالمي للذهب الأسترالي [7]
- 2017: تمت الإشادة به بشدة: Vannessa Hearman للتعامل مع «سكان القوارب» التيموريين: ردود الحكومة الأسترالية والإندونيسية على وصول طالبي اللجوء التيموريين إلى داروين عام 1995 على متن Tasi Di [7]
- 2019: أندريه بريت، ندوب في البلد: تاريخ إنفيرو-اقتصادي للسكك الحديدية في أستراليا، 1850-1914 (فائز مشترك) [8]
- 2019: إيان جونستون وايت، بحث حول تأثير الحرب العالمية الثانية على سيدني كمدينة ساحلية (الفائز المشترك) [8]

## جائزة بلاكويل AHA
قام ناشرو Blackwell Publishing Asia برعاية جائزة لأفضل ورقة دراسات عليا في مؤتمر إقليمي.
تنص معلومات AHA على أنه "سيتم الحكم على الجائزة على أساس معيارين: 1) العرض الشفهي للورقة 2) نسخة مكتوبة من ورقة المؤتمر. يجب تقديم النسخة المكتوبة من ورقة المؤتمر (وليس نسخة أطول) في بداية المؤتمر سيتم الإعلان عن الفائز بالجائزة في ختام المؤتمر.
الفائزون 
عام 2007 ميليسا بيلانتا (جامعة سيدني) عن فيلم غزاة الحضارة المفقودة، أو مغامرات الصحراء الأسترالية، 1890-1907، ونيل موسجروف (جامعة ملبورن) للمنازل الخاصة، التدقيق العام: مراقبة «العائلة» في ملبورن بعد الحرب.

## جائزة WK Hancock
يتم تشغيل جائزة WK Hancock بواسطة الجمعية التاريخية الأسترالية (AHA). مع قسم التاريخ الحديث، جامعة ماكواري. تم تأسيسه في عام 1987 تكريما للسير كيث هانكوك وإنجازات حياته.
الجائزة مخصصة لأول كتاب في التاريخ من تأليف عالم أسترالي وللبحث باستخدام المصادر الأصلية. تُمنح مرة كل سنتين عن أول كتاب نُشر في العامين الماضيين مع تقديم الجائزة في المؤتمر الوطني للبينالي التابع لجمعية القلب الأمريكية.
الفائزون 
عام 2004ماري آن جيب للدم والعرق والرفاهية: تاريخ الرؤساء البيض وعمال الرعاة من السكان الأصليين (مطبعة UWA ، 2002) الاقتباس
وارويك أندرسون من أجل زراعة البياض: العلم والصحة والمصير العنصري في أستراليا (مطبعة جامعة ملبورن، 2002))
إشادة عالية
جون كونور لـ The Australian Frontier Wars: 1788-1838 (مطبعة جامعة نيو ساوث ويلز)
بريجيد هاينز للجليد والداخل: موسون وفلين وأسطورة الحدود (مطبعة جامعة ملبورن)
الفائز لعام 2006 توني روبرتس عن منظمة Frontier Justice: A History of the Gulf country to 1900 (UQP، 2005)
إشادة عالية
ماريا نوجنت عن Botany Bay: حيث يلتقي التاريخ (Allen & Unwin ، 2005)
سو تافي للأبيض والأسود معًا، FCAATSI 1958-1972 (UQP ، 2005)
الفائز عام 2008:
روبرت كيني عن The Lamb يدخل الحلم: Nathaniel Pepper and the Ruptured World (Scribe Publications ، 2007)
2008 موصى به للغاية
Tracey Banivanua-Mar for Violence and Colonial Dialogue: The Australian-Pacific Indentured Labour Trade (مطبعة جامعة هاواي، 2007
الفائز 2010:
الدكتورة ناتاشا كامبو لـ From Superwomen to Local Goddesses: صعود وسقوط الحركة النسوية بيتر لانج، 2009
2010 الثناء
كلير كوربولد من أجل أن تصبح أفارقة أمريكيين "الحياة العامة السوداء في هارلم، 1919-1939 مطبعة جامعة هارفارد، 2009 
الفائزون المشتركون لعام 2012
فرانسيس إم كلارك لقصص الحرب: المعاناة والتضحية في الحرب الأهلية الشمالية
إيان كولير عن فرنسا العربية: الإسلام وصناعة أوروبا الحديثة، 1798-1831
2012 الثناء
مايكل ل. أونداتجي للمثقفين المحافظين السود في أمريكا الحديثة 
الفائز 2014:
جانيت بتلر عن حرب كيتي: التجارب الرائعة في زمن الحرب لكيت مكنوتون (مطبعة جامعة كوينزلاند، 2013)
الفائز 2016
آدم كلولو للشركة و The Shogun: اللقاء الهولندي مع Tokugawa Japan (مطبعة جامعة كولومبيا، 2014) 
2016 موصى به للغاية
روث مورغان بسبب نفادها؟ المياه في أستراليا الغربية (UWA Publishing ، 2015) [13]
الفائز 2018:
ميراندا جونسون عن كتاب «الأرض هي تاريخنا: الأصلانية والقانون ودولة الاستيطان» (مطبعة جامعة أكسفورد) 

## جائزة جيل رو
تُمنح جائزة Jill Roe سنويًا لطالب دراسات عليا لأفضل مقال غير منشور للبحث التاريخي. تم افتتاحه في عام 2014 تكريما للراحل جيل رو.
2014: كريس هولدريدج لمسابقة قضية مناهضة الإدانة: الولاء الاستعماري واحتفالات المستوطنين في تسمانيا وكيب كولوني (نُشر في History Australia 12، العدد 1، أبريل 2015).
2015: لم تُمنح جائزة. 
2016: جيمس إتش دانك عن مسؤولية الجنون الاستعماري: جوناثان بيرك هوغو في بورت دالريمبل، سيدني وكلكتا، 1812. 
2017: جيمس فيندلاي عن فيلم «المناظر الطبيعية السينمائية» و «السياحة المظلمة» و «أشباح بورت آرثر».
2019: لم تُمنح جائزة.

## جائزة جون باريت للدراسات الأسترالية
جائزة جون باريت للدراسات الأسترالية هي لأفضل مقال مكتوب تم نشره في مجلة الدراسات الأسترالية، في الفئات: أفضل مقال لعالم (مفتوح) وأفضل مقال لعالم (ما بعد التخرج).
جائزة جون باريت: فئة مفتوحة
2014: ناثان غارفي عن "Folkalising" Convicts: a "Botany Bay" Ballad and its Cultural Contexts "، JAS ، المجلد 38 رقم 1 (مارس) (2014): 32-51 
2014 موصى به للغاية: مارك ماكينا بسبب الرمزية أو الاعتراف المتأخر؟ مرحبًا بكم في البلد وظهور بروتوكول السكان الأصليين في أستراليا، 1991-2004 JAS ، المجلد 38، رقم 4 (ديسمبر) (2014): 476-89 
2013: ليندال ريان. «الخط الأسود في أرض فان ديمن (تسمانيا)، 1830»، JAS ، 37: 1 (2013): 3-18.
2012: زوي أندرسون، «الحدود، الأطفال واللاجئين الطيبين»: التمثيل الأسترالي للهجرة «غير الشرعية»، 1979، JAS ، 36: 4 (2012): 499-514.
جائزة جون باريت: فئة الدراسات العليا
2013: حجبت.
2012: جيسيكا نيث، «الأراضي الفارغة: مناهج الفن المعاصر لتصوير الصدمة التاريخية في تسمانيا»، JAS 36: 3 (2012): 309-325. 

## جائزة كاي دانيلز
تم افتتاح هذه الجائزة في عام 2004، وقد سميت باسم كاي دانيلز (1941-2001)،  مؤرخة وموظفة عامة، وتعترف باهتمامها بتاريخ الاستعمار والتراث.
ستدير الجائزة التي تُقدَّم مرة كل سنتين الرابطة التاريخية الأسترالية. 
2004: لوسي فروست وهاميش ماكسويل ستيوارت (محرران) عن سلسلة الرسائل: سرد حياة المحكوم عليهم (مطبعة جامعة ملبورن)
2006: ترودي ماي كاولي عن فيلم Drift of 'Derwent Ducks: حياة 200 أنثى من المدانات الأيرلنديات تم نقلهن في أستراليا من دبلن إلى هوبارت في عام 1849 (Research Tasmania، Hobart، 2005)
2008: كيرستي ريد من أجل النوع الاجتماعي والجريمة والإمبراطورية: المدانون والمستوطنون والدولة في أستراليا الاستعمارية المبكرة
2010: الدكتور هاميش ماكسويل ستيوارت عن فيلم إغلاق بوابات الجحيم: وفاة محطة المحكوم عليهم (Allen & Unwin 2008)
2014: كريستين هارمان عن السكان الأصليين المحكوم عليهم: الأستراليون، خويسان وماوري المنفيون، (مطبعة جامعة نيو ساوث ويلز 2012) 
2016: سو كاستريك عن فيلم Under the Colony’s Eye: Gentlemen and Convants on Cockatoo Island 1839–1869 (Anchor Books Australia، 2014]
2018: جوان كافانا وديان سنودن عن فيلم Women Van Diemen: A History of Transportation to Tasmania (The History Press Ltd). 

## جائزة سيرل
تم تقديم جائزة Serle لأول مرة في عام 2002. وقد تم إنشاء الجائزة من خلال كرم السيدة جيسي سيرل للمؤرخ جيفري سيرل (1922-1998).
جائزة Serle هي لأفضل أطروحة من قبل «باحث مهني مبكر» وستدفع عند استلام أدلة الناشر، والتي يجب أن تكون في غضون اثني عشر شهرًا من الإخطار بالجائزة.
ستدير الجائزة التي تُقدَّم مرة كل سنتين الجمعية التاريخية الأسترالية. 
الفائز 2005: بارتولو زينو لحزن بعيد: الأستراليون، مقابر الحرب والحرب العظمى (جامعة ملبورن، دكتوراه 2003)
الثناء: كاثرين ماري جيلكريست عن النشاط الجنسي للذكور المُدانين في المستعمرات الجنائية في أستراليا 1820-1850 (جامعة سيدني، دكتوراه 2004)
الفائز في عام 2006: جيسي ميتشل للجسد والأحلام والروح: الحياة في محطات إرساليات السكان الأصليين 1825-1850 تاريخ العلاقات بين الثقافات (ANU PhD أطروحة، 2005)
2008: مارينا لارسون عن أعباء التضحية: إعاقة الحرب في العائلات الأسترالية، 1914-1939 (دكتوراه جامعة لاتروب 2006)
إشادة عالية
Olwen Valda Pryke لمجلس أستراليا: تمثيل أستراليا في بريطانيا العظمى 1901-1939 (دكتوراه من جامعة سيدني 2006)
روبرت بولارد عن The Active Chorus: The Mass Strike of 1917 in Eastern Australia (Victoria University PhD 2007)
2010: الدكتور سايمون سلايت عن أراضي الشباب: الشباب والفضاء العام في ملبورن c1870-1901 (دكتوراه جامعة موناش 2008)
الثناء
الدكتور مالكولم ألبروك عن العائلة الإمبراطورية: The Prinseps ، Empire and Colonial Government in India and Australia (Griffith University PhD 2008)
الدكتورة كلير ماكليسكي عن «المستوطنون في مهمة» الإيمان والقوة والذاتية في حياة دانيال وجانيت ماثيوز (دكتوراه من جامعة ملبورن 2008)
2014: كارولين هولبروك عن الحرب العظمى في الخيال الأسترالي منذ عام 1915.
2016: Laura Rademaker for Language and Mission: Talking and Translating on Groote Eylandt ، 1943-1973.
2018: آن ريس للسفر إلى الغد: المرأة الأسترالية في الولايات المتحدة، 1910-1960 
إشادة عالية
ستيفن أندرسون عن فيلم Death of a Spectacle. الانتقال من عمليات الإعدام العامة إلى الخاصة في المستعمرة أستراليا